# تنگ رودیان
تنگ رودیان، روستایی از توابع بخش دشمن‌زیاری شهرستان ممسنی در استان فارس ایران است.

## جمعیت
این روستا در دهستان دشمن‌زیاری قرار دارد و براساس سرشماری مرکز آمار ایران در سال ۱۳۸۵، جمعیت آن ۱۲ نفر (۶خانوار) بوده‌است.